# ネイト・オーギュスパーガー
ネイト・オーギュスパーガー（Nate Augspurger、1990年1月31日 - ）は、メジャーリーグラグビー、サンディエゴ・リージョンに所属するラグビー選手。

## プロフィール
- アメリカ合衆国・ミネソタ州ミネアポリス出身[1]。
- ポジションはスクラムハーフ(SH)。
- 身長 170cm、体重 77kg
- アメリカ代表キャップは26（2021年2月現在）でラグビーワールドカップ2019のアメリカ代表に選ばれた[2]。
- 7人制ラグビーアメリカ代表に選ばれたことがある[3]。

## 略歴
2018年、サンディエゴ・リージョンに加入。 